# Гада-Але
Гада-Але — стратовулкан, расположенный во второй административной зоне, в регионе Афар, Эфиопия. Его высота достигает 287 м. Другое название вулкана Кебрит-Але.
Сложен застывшими базальтовыми вулканическими лавами и гиалокластитами.
В настоящее время развита фумарольная активность. В одном из кратеров имеется небольшое озеро, заполненной вулканическим шлаком. Как и другие вулканы, находящиеся в этом районе, возник в современный период. Относится к северо-восточной части вулканического хребта Эртале. Вулканические трещины на юго-востоке в недавнее время извергали потоки лавы, которые достигали берегов озера Бакили. К западу от Гада-Але расположен соляной вулканический купол, достигающий диаметра 2 км и высотой 100 метров. Гада-Але и близлежащая местность является результатом соляного диапира.